# 默格利日市鎮
默格利日市，是保加利亞的城鎮，位於該國中南部，由舊扎戈拉州負責管轄，首府設於默格利日，面積388.88平方公里，2011年人口10,180，人口密度每平方公里26.18人。
42°36′N 25°33′E / 42.600°N 25.550°E